# هيرب كلاين
هيرب كلاين (بالإنجليزية: Herbert Klein)‏ هو محامي وسياسي أمريكي، ولد في 24 يونيو 1930 في نيوآرك في الولايات المتحدة. حزبياً، نشط في الحزب الديمقراطي. في انتخابات مجلس النواب الأمريكي 1992 ‏، انتخب عضو مجلس النواب الأمريكي عن دائرة الدائرة الكونغرسية الثامنة في نيوجيرسي ‏ وقد انضم خلال فترته النيابية ‏ (5 يناير 1993 – 3 يناير 1995) للكتلة البرلمانية الحزب الديمقراطي وانتخب عضو جمعية نيوجيرسي العامة وانتخب عضو مجلس النواب الأمريكي.